# Марина Съртис
Марина Съртис (на английски: Marina Sirtis, фамилията от гръцки) е британска актриса, известна с ролята си на съветник Диана Трой от сериала Стар Трек: Следващото поколение.

## Биография
Съртис е родена на 29 март 1955 г. в Лондон, Англия. Тя е от гръцки произход. Марина Съртис се жени за Майкъл Лампър на 21 юни 1992. Брат ѝ, Стийв, играе футбол в Гърция.

## Избрана филмография
| година | филм                            | оригинално заглавие      | роля                            | режисьор        |
| ------ | ------------------------------- | ------------------------ | ------------------------------- | --------------- |
| 1985   | Смъртоносно желание 3           | Death Wish 3             | Мария                           | Майкъл Уинър    |
| 1994   | Стар Трек: Космически поколения | Star Trek Generations    | Диана Трой, Командир (Съветник) | Дейвид Карсън   |
| 1996   | Стар Трек VIII: Първи контакт   | Star Trek: First Contact | Диана Трой, Командир (Съветник) | Джонатан Фрейкс |
| 1998   | Стар Трек: Бунтът               | Star Trek: Insurrection  | Диана Трой-Командир (Съветник)  | Джонатан Фрейкс |
| 2002   | Стар Трек: Възмездието          | Star Trek Nemesis        | Диана Трой-Командир (Съветник)  | Стюарт Баирд    |